# Adolf Beck (Mediziner)

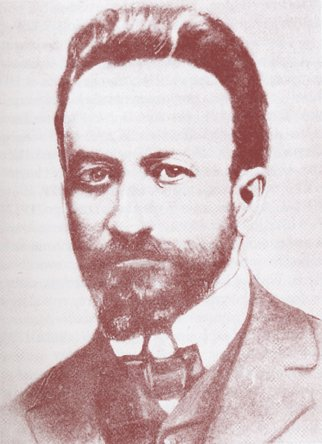
Adolf Beck um 1890

Adolf Abraham Beck (* 1. Januar 1863 in Krakau; † 7. August 1942 im Zwangsarbeitslager Lemberg-Janowska in Lemberg) war ein polnischer Physiologe.

## Leben
Beck wurde im Kazimierz-Viertel in Krakau geboren. Seine Familie war jüdisch und sprach Jiddisch. Seine Schulbildung am Gymnasium Św. Jacka schloss er im Jahr 1884 ab.
Beck studierte von 1844 bis 1889 an der Jagiellonen-Universität in Krakau bei dem berühmten Physiologen Napoleon Cybulski. 1890 wurde er zum Dr. med. promoviert. Er war ab 1895 außerordentlicher Professor an der Universität Lemberg, ab 1897 dort ordentlicher Professor. Er war 1912–13 und 1914–15 Rektor; 1932 wurde er emeritiert. Daneben hatte er mehrere Forschungsaufenthalte: an der Zoologischen Station in Neapel (1898), St. Petersburg, in Schweden sowie am Institut Pasteur in Paris.
1915 gaben Adolf Beck und Napoleon Cybulski ihr Lehrbuch Fizjologia człowieka (Menschliche Physiologie) heraus, das jahrzehntelang das Standardwerk für Medizin an polnischen Universitäten war.
Im Juni desselben Jahres wurde Beck von der russischen Armee verhaftet und zusammen mit anderen wichtigen Persönlichkeiten Lembergs in Baracken in Kiew festgehalten. Ende 1917 wurde er freigelassen, nachdem sich der russische Wissenschaftler und Nobelpreisträger Iwan Pawlow für ihn eingesetzt hatte. Daraufhin zog Beck zunächst nach St. Petersburg, dann nach Schweden, und konnte schließlich wieder nach Lemberg zurückkehren.
Beck gilt als einer der Begründer der Elektroenzephalographie (EEG). Bedeutend waren auch seine Kooperationen mit Gustaw Bikeles (1861–1918) und Leon Zbyszewski (1882–1943).
Er war Mitglied mehrerer wissenschaftlicher Gesellschaften: unter anderem ab 1890 Mitglied sowie ab 1917 Ehrenmitglied der medizinischen Gesellschaft in Krakau. Ab 1895 war er Ehrenmitglied der Gesellschaft der Ärzte in Wilna. Auch war er Mitglied der wissenschaftlichen Gesellschaft in Lemberg.
1942 wurde er verhaftet und in das Ghetto von Lemberg abgeschoben. Kurz vor der Deportation in ein Lager beging er Selbstmord.

## Schriften (Auswahl)
- Die Ströme der Nervencentren, 1890
- Die Bestimmung der Localisation des Gehirn- und Rückenmarksfunctionen Vermittelst der Electrischen Erscheinungen, 1890. In: Centralblatt für Physiologie, 4, 473–476.
- Beck, A., and N. Cybulski: Weitere Untersuchungen über die elektrischen Erscheinungen in der Hirnrinde der Affen und Hunde. Centralblatt für Physiologie 1 (1892): 1-6.
- Hermann Helmholtz 1894
- Die Erregbarkeit Verschiedener Nervenstellen, 1897
- Zur Lehre Munk’s über Beginn und Reihenfolge in der Ausbreitung der Bewegungen bei Rückenmarksreflexen, wie bei Tätigkeit der sogenannten „Prinzipalzentren“, 1910 (mit Gustav Bikeles)
- Die sogenannten Berührungsreflexe Munk’s und die reflektorische Zehenbeugung bei Reizung der Fusssohle, 1910 (mit Gustav Bikeles)